# 呉押獄
呉押獄（ごおうごく、生没年不詳）は、三国志演義に登場する人物。

## 概要
呉の人。華佗の入れられた牢の牢番をしていた。華佗の死の直前、青嚢書と言う医学書を華佗から授けられた。